# Otón Chirino
Otón Chirino (Capatárida, Falcón; 1921 - Caracas; 1986) fue un poeta venezolano. Obtuvo el Premio de Poesía «Manuel Díaz Rodríguez» del Concejo Municipal del Distrito Sucre en 1977, por su libro Podría ser el viento y el Premio de Poesía de la Asociación de Escritores de Venezuela en 1981.

## Obras

### Poesía
- Fuego que salva (Editorial Arte, 1969)
- Vísperas de la luz (1975)
- Podría ser el viento (1977)
- La ceniza inconclusa (Impr. Municipal de Caracas, 1980)
- Una tiza de lumbre para rayar la noche (Asociación de Escritores de Venezuela, 1982)
- Obra poética (Ediciones de la Presidencia de la República, 1989)

### Antología
- Tránsito por la poesía de Otón Chirino de Alfonso Castillo Navarrete (Editorial Cuyuní, 1977)